# East Coast Swing
L'East Coast Swing (ECS), traduisible de l'anglais par "swing de la côte est [des États-Unis]", est une danse de couple de type swing qui dérive du lindy hop. Elle est apparue dans les années 1940 aux États-Unis.

## Historique
Dans les années 1940, le lindy hop, le jitterbug et le swing en vogue à l'époque furent simplifiés pour être enseignés dans les studios de danses aux élèves au pied moins assuré, ce qui fit apparaître le East Coast Swing de salon et le West Coast Swing de salon.
Cette danse fait aujourd'hui partie des danses American Rhythm ; elle est encore régulièrement dansées dans les compétitions de danses de salon en Amérique du Nord.

## Description
L'East Coast Swing est une danse joyeuse et énergétique non-progressive comprenant un "rock step" (pas lent en arrière) et des pas chassés (trois pas sur deux temps).